# Grauwe heremiet
De Grauwe heremiet (Pseudochazara geyeri) is een vlinder uit de familie van de Nymphalidae, uit de onderfamilie van de Satyrinae. De soort is voor het eerst wetenschappelijk beschreven door Herrich-Schäffer in een publicatie uit 1846.

## Verspreiding en leefgebied
De soort komt voor in Albanië, Noord-Macedonië, Griekenland, Turkije, Armenië en Azerbeidzjan op rotsachtige hellingen tussen 1500 en 3000 meter hoogte. 

## Vliegtijd
De vlinder vliegt van juni (vanaf eind juli in Armenië) tot in september.

## Ondersoorten
- Pseudochazara geyeri geyeri (Herrich-Schäffer, 1846) (Turkije, Azerbeidzjan)
  - = Eumenis geyeri aristonicus Fruhstorfer, 1911
- Pseudochazara geyeri karsicola Gross, 1978 (Hooglanden Armenië)
- Pseudochazara geyeri occidentalis (Rebel & Zerny, 1931) (Albanië, Griekenland, Noord-Macedonië)
  - = Satyrus geyeri occidentalis Rebel & Zerny, 1931
- Pseudochazara geyeri selim Gross, 1978 (Erciyes in Turkije)